# (35231) 1995 GH7
1995 جي إتش 7 (ويعرف أيضًا باسم (35231) 1995 جي إتش 7 وفق تسمية الكوكب الصغير) (بالإنجليزية: 1995 GH7)‏ هو كويكب ضمن حزام الكويكبات؛ وترتيبه 35231 من حيث الاكتشاف.
اكتُشف هذا الجُرم الفلكي بواسطة Kin Endate ‏ في 4 أبريل 1995.

## وصلات خارجية
- (35231) 1995 GH7 في قاعدة بيانات مختبر الدفع النفاث لأجرام النظام الشمسي الصغيرة

- الاكتشاف · مخطط المدار ·  العناصر المدارية · المعلمات المادية

- (35231) 1995 GH7 على موقع ويكي سكاي: DSS2, SDSS, GALEX, IRAS, Hydrogen α, X-Ray, Astrophoto, Sky Map, Articles and images